# Porevit
Porevit (også kaldet Prove) var i vendisk mytologi gud for retfærdighed. Han havde 4 eller 5 hoveder. Hans navn betyder muligvis "Prøvens Herre" eller blot "Prøve". Han afbildes som en olding med et langt foldet eller stribet klædebon, undertiden med kæder om halsen og en offerkniv i venstre hånd.
| Mytologi | Spire Denne artikel om mytologi er en spire som bør udbygges. Du er velkommen til at hjælpe Wikipedia ved at udvide den. |